# Nouriturfu
Nouriturfu est une maison d'édition française créée en 2016 par Anne Zunino (éditrice, autrice, anciennement caviste), Antonin Iommi-Amunategui (journaliste, auteur et éditeur) et Maréva Saravane (journaliste). Elle se concentre sur tout ce qui touche à la gastronomie ou au comestible, sous des angles sociétaux, militants, historiques ou biographiques, souvent décalés.
C'est également une société d'événementiel, qui organise notamment des salons du vin ou de littérature, à Paris et Lyon.

## Histoire
En 2017, Nouriturfu prend en charge l'organisation du salon Sous les pavés la vigne à Paris, auparavant organisé sous l'égide de Rue89 où Antonin Iommi-Amunategui était salarié et blogueur. Les premiers ouvrages sont publiés simultanément, en commençant par une traduction du livre d'Alice Feiring For the Love of Wine: My Odyssey Through the World's Most Ancient Wine Culture.
Une édition lyonnaise du salon Sous les pavés la vigne est également organisée, en partenariat avec Rue89 Lyon, à partir de 2014. En 2024 a eu lieu la dixième édition, au Palais de la Bourse (Lyon). Trois éditions auront également lieu à Bordeaux, en partenariat avec Rue89 Bordeaux, entre 2017 et 2019, avant de s'arrêter, faute de trouver le lieu adéquat.
Nouriturfu crée en 2019 le salon Mi-Livre Mi-Raisin, qui réunit une trentaine de vignerons et vigneronnes et une trentaines de maison d'éditions indépendantes,. Il reçoit en 2020 le trophée Opération Marketing et Commerciale de Livres Hebdo. La cinquième édition s'est tenue en décembre 2024.

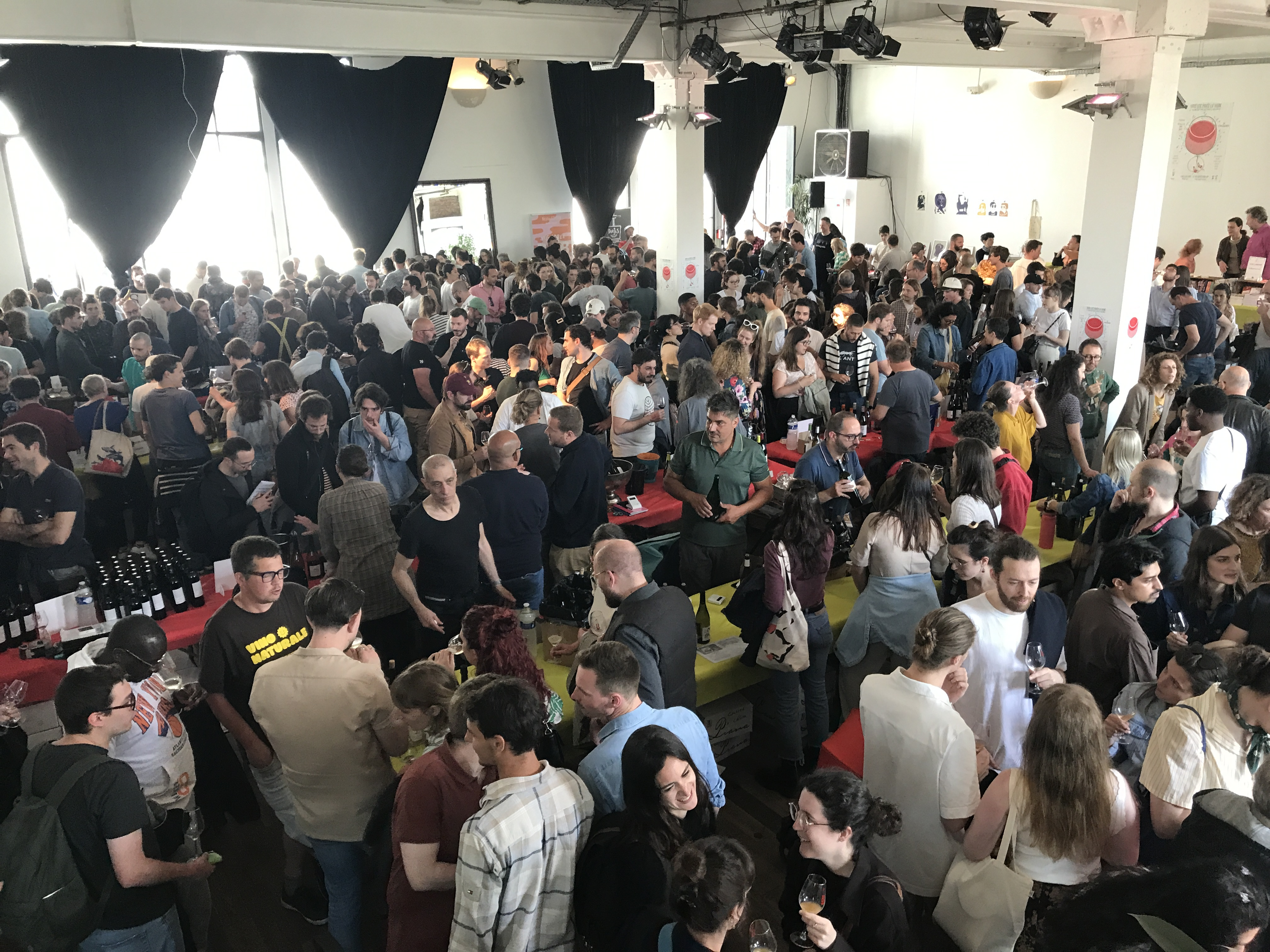
Salon Sous les pavés la vigne, édition des 10 ans, à La Bellevilloise, Paris, 2023

 En 2023 l'édition parisienne de Sous les pavés la vigne fête ses 10 ans à La Bellevilloise, où le salon a lieu depuis sa création.
Depuis 2017 la maison a publié une trentaine d'ouvrages. Les auteurs et autrices principaux sont, hors Alice Feiring : Nora Bouazzouni, Nicolas Kayser-Bril et Sandrine Goeyvaerts.

## Salons et événements
- Sous les pavés la vigne (à Paris, Lyon et Bordeaux, 24 éditions)
- Mi-Livre Mi-Raisin (à Paris, 5 éditions)

## Collections
- Le Poing sur la Table (essais)
- Chips (titres courts)
- Boussoles Buccales (guides)
- Hors-Collection (romans et romans graphiques, récits…)

Les ouvrages sont diffusés par Harmonia Mundi.

## Principales publications
- 2024 : Sandrine Goeyvaerts, Cher Pinard : un goût de révolution dans nos canons  (EAN 978-2-490698-86-8)
- 2023 : Nora Bouazzouni, Mangez les riches : la lutte des classes passe par l'assiette  (EAN 978-2-490698-80-6)
- 2023 : Alice Feiring, Pour tomber amoureux, buvez ceci : mémoires d'une femme du vin  (EAN 978-2-490698-71-4)
- 2023 : Lucie Inland, Surveiller et nourrir : comprendre ce que la prison a dans le ventre  (EAN 978-2-490698-68-4)
- 2023 : Elisabeth Debourse, American appétit : voyage dans le ventre des USA  (EAN 978-2-490698-63-9)
- 2022 : Louis Mesana, Marthe Poizat, La quille du siècle  (EAN 978-2-490698-62-2)
- 2022 : Anais Lecoq, Maltriarcat : quand les femmes ont soif de bière et d'égalité  (EAN 978-2-490698-55-4)
- 2021 : Sandrine Goeyvaerts, Manifeste pour un vin inclusif  (EAN 978-2-490698-32-5)
- 2021 : Nora Bouazzouni, Steaksisme : en finir avec le mythe de la végé et du viandard  (EAN 978-2-490698-27-1)
- 2021 : Nicolas Kayser-Bril, Voracisme ; trois siècles de suprématie blanche dans l'assiette  (EAN 978-2-490698-26-4)
- 2020 : Anne Zunino, Antonin Iommi-Amunategui, Le livre de recettes dont vous êtes le héros  (EAN 978-2-490698-05-9)
- 2020 : Nicolas Kayser-Bril, Breuvages bluffants ; laît, bière, vin, thé, café... la véritable histoire de nos boissons préférées  (EAN 978-2-490698-04-2)
- 2020 : Cedric Rabany, Les agronautes ; à la recherche d'une agriculture liberée des pesticides  (EAN 978-2-490698-03-5)
- 2019 : Eric Morain, Plaidoyer pour le vin naturel  (EAN 978-2-490698-00-4)
- 2019 : Vérane Frédiani, Estérelle Payani, Cheffes ; 500 femmes qui font la différence dans les cuisines de France  (EAN 978-2-955966-09-9)
- 2018 : Antonin Iommi-Amunategui, Le guide des vins dont vous êtes le héros  (EAN 978-2-955966-06-8)
- 2018 : Tommaso Melilli, Spaghetti wars ; journal du front des identités culinaires  (EAN 978-2-955966-07-5)
- 2017 : Nora Bouazzouni, Faiminisme ; quand le sexisme passe à table  (EAN 978-2-955966-01-3)
- 2017 : Alice Feiring, Skin contact : voyage aux origines du vin nu (Réédition en 2022)  (EAN 978-2-490698-61-5)